# Marrit Leenstra (patinage de vitesse)
Marrit Leenstra, née le 10 mai 1989 à Wijckel, est une patineuse de vitesse néerlandaise spécialiste du 1 000 m et du 1 500 m.

## Palmarès

### Jeux olympiques d'hiver
| Épreuve / Édition   | 500 mètres | 1 000 mètres | 1 500 mètres                        | 3 000 mètres | 5 000 mètres | Mass start | Poursuite par équipes              |
| JO 2014 Sotchi      | 19e        | 6e           | 4e                                  | —            | —            | —          | Médaille d'or, Jeux olympiques     |
| JO 2018 Pyeongchang |            | 6e           | Médaille de bronze, Jeux olympiques | —            | —            | —          | Médaille d'argent, Jeux olympiques |

Légende :
- : première place, médaille d'or
- : deuxième place, médaille d'argent
- : troisième place, médaille de bronze
- : pas d'épreuve
- — : Non disputée par le patineur
- DSQ : disqualifiée

### Championnats du monde
- Médaille d'or de la poursuite par équipes en 2013 à Sotchi
- Médaille d'argent de la poursuite par équipes en 2011 à Inzell

### Coupe du monde
- Vainqueur du classement du 1 500 m en 2013.

### Championnats d'Europe toutes épreuves
- : Médaille de bronze en 2011 à Collalbo